# Ceriomicrodon petiolatus
Ceriomicrodon petiolatus är en tvåvingeart som först beskrevs av Hull 1937.  Ceriomicrodon petiolatus ingår i släktet Ceriomicrodon och familjen blomflugor. Inga underarter finns listade i Catalogue of Life.